# Norah McGuinness
Norah Allison McGuinness (* 7. November 1901 in  Derry; † 22. November 1980 in Dún Laoghaire) war eine irische Malerin und Illustratorin.

## Leben
Norah McGuinness wurde als Tochter von Joseph Allison McGuinness, einem Kohlehändler und Reeder, und seiner Frau Jessie, geborene McCleery, geboren. Sie besuchte die Derry Technical School und studierte ab 1921 in Dublin an der National College of Art and Design bei Patrick Tuohy (1894–1930), Percy Oswald Reeves (1870–1967) und Harry Clarke. Durch Clarke erhielt sie den Auftrag, Sternes A Sentimental Journey (London, 1926) zu illustrieren. Sie besuchte das Chelsea College of Art and Design in London und arbeitete in den 1920er Jahren in Dublin als Buchillustratorin und Bühnenbildnerin.
1925 heiratete sie den Verleger Geoffrey Phibbs, die Ehe wurde aber 1930 wieder geschieden.
Sie ließen sich 1925 in Wicklow nieder und nahmen am literarischen und theatralischen Leben in Dublin teil. McGuinness entwarf Bühnenbilder und Kostüme für das Abbey Theatre und dessen Experimentierbühnen Peacock Theatre, zum Beispiel für die Uraufführung von W. B. Yeats’ Deirdre 1926. Sie zog die Malerei der Buchillustration vor, illustrierte aber weiter, um insbesondere in der Zeit nach der Scheidung ihr Einkommen zu ergänzen, darunter Stories of Red Hanrahan (London, 1927) ebenfalls von Yeats.
Auf Anraten von Mainie Jellett ging sie 1929 nach Paris, um für zwei Jahre bei André Lhote zu studieren. Dieser Aufenthalt und der Kontakt mit der École de Paris beeinflusste ihren Malstil stark, und sie führte einige Elemente des Fauvismus und Kubismus ein. Ihre hauptsächlichen Sujets blieben aber Stillleben, Seestücke, Landschaften und Porträts.
Von Paris zog sie nach London, wo sie Mitglied der Twenties Group von Lucy Wertheim und der avantgardistischen London Group war. Von 1937 bis 1939 lebte sie in New York. Von dort kehrte sie 1939 nach Irland zurück, ließ sich in Dublin nieder und konzentrierte sich künstlerisch auf die Malerei. Trotzdem nahm sie auch Aufträge wie den von Brown Thomas, einem der führenden Dubliner Kaufhäuser, an, für das sie die nächsten 30 Jahre lang regelmäßig als Schaufensterdekorateurin tätig war.
Sie war Mitbegründerin der Irish Exhibition of Living Art und wurde nach dem Tod von Mainie Jellett 1944 zunächst Elected Chairman und von 1948 bis 1972 Präsidentin. Zusammen mit Nano Reid vertrat sie Irland 1950 auf der Biennale di Venezia. Es war das erste Mal, dass Irland an dieser internationalen Ausstellung teilnahm. 1957 wurde sie zum Honorary Member der Royal Hibernian Academy gewählt, trat aber später wieder zurück, da die RHA anders als die Irish Exhibition of Living Art eher anti-modern eingestellt war. Der Kunsthistoriker Brian Fallon beschreibt ihren Einsatz für junge und moderne Künstler und konstatiert: [Sie war] „a formidable personality and organizer in the Hone-Jellett and Sarah Purser tradition, with an acute social sense and firm opinions about virtually everything. In short, another masterful woman in the Irish Protestant mould, and a useful person to lead the official opposition to [Sean] Keating and the RHA“.
In der Douglas Hyde Gallery des Trinity College Dublin fand 1968 eine umfangreiche Retrospektive ihrer Werke statt, und 1973 verlieh ihr das College die Ehrendoktorwürde.
Sie starb 1980 im Monkstown Hospital in Dún Laoghaire, County Dublin. Ein Teil des Nachlasses wurde 1994 von McGuinness’ Schwester Rhoda als Norah McGuinness Collection der Irischen Nationalbibliothek in Dublin übergeben.

## Illustrationen
- Laurence Sterne: A Sentimental Journey Through France and Italy. Macmillan & Co., Ltd, London 1926.
- W. B. Yeats: Stories of Red Hanrahan and the Secret Rose. Macmillan & Co., Ltd, London 1927.
- Maria Edgeworth: The Most Unfortunate Day of My Life. Cobden-Sanderson, London 1931.
- Eileen O’Faolain: Miss Pennyfeather and the Pooka an Irish Fairy Story. Browne & Nolan, Dublin 1943.
- Micheál Mac Liammóir: Drámaíocht in Éirinn - Theatre in Ireland. Colm O Lochlainn, Dublin 1950.
- Elizabeth Bowen: The Shelbourne: A Centre in Dublin Life for More Than a Century. George G. Harrap & Co., London 1951.
- Elizabeth Hamilton: An Irish Childhood. Chatto & Windus, London 1963.

## Werke in Sammlungen
- Crawford Art Gallery, Cork
- Irish Museum of Modern Art, Dublin[15]
- National Gallery of Ireland, Dublin[16]
- Victoria and Albert Museum, London[17]
- Arts Council of Ireland, Dublin
- Arts Council of Northern Ireland, Lisburn
- Meath County Council Public Art Collection, Navan[18]